# طارق بن فيصل القاسمي
الشيخ طارق بن فيصل القاسمي بطل إماراتي في الجوجيتسو ورجل أعمال وعضو في عائلة القاسمي في الشارقة، الإمارات العربية المتحدة. كان عضواً في المجلس التنفيذي لحكومة الشارقة وقاد اللجنة الاقتصادية من 1997 إلى 2007. وهو رئيس مجلس إدارة مجموعة الإمارات للاستثمار ورئيس الاتحاد العربي لريادة الأعمال.

## النشأة
حصل طارق على درجة البكالوريوس في إدارة الأعمال من كليات التقنية العليا بدبي ودرجة الماجستير في التمويل الدولي من جامعة وستمنستر . حصل على شهادة في الإدارة التنفيذية من جامعة هارفارد وشهادات أخرى من كل من كلية لندن للأعمال وجامعة ستانفورد وجامعة كامبريدج وجامعة بنسلفانيا وجامعة كولومبيا .

## المهنة
بعد أن أكمل تعليمه، عاد طارق إلى الشارقة. شغل منصب رئيس مجلس إدارة الهيئة العامة للمناطق الحرة بالشارقة عام 1999.  شارك في إنشاء ونمو الشارقة وعمل في التنمية الاقتصادية بالشارقة وهيئة الإنماء التجاري والسياحي بالشارقة.   شارك في إنشاء ونمو الشركات لتطوير وإدارة المشاريع في مجال الضيافة والعقارات .  قام بتطوير بلازو فيرساتشي دبي ، وهو فندق فاخر من فئة الخمس نجوم في دبي.        

## الأنشطة الرياضية
الشيخ طارق هو رياضي محترف في رياضة الجوجوتسو وحصل على ألقاب متعددة:
- الميدالية البرونزية في بطولة أوروبا للجوجيتسو ضمن الحزام الأزرق والتي أقيمت في لشبونة بالبرتغال عام 2011.[19]
- الميدالية الذهبية الأوروبية.[20]
- الميدالية الفضية في لوس أنجلوس بطولة الولايات المتحدة الدولية للجوجيتسو عام 2014.[21][22]
- الميدالية الفضية في بطولة نو جي عام 2015.[23]
- الميدالية الذهبية في أبو ظبي جراند سلام في لندن عام 2016.[20]